# 하와이-엠페러 해저산열
하와이-엠페러 해저 산열(영어: Hawaiian–Emperor seamount chain, 일본어: 天皇海山群)은 하와이 제도의 북서부 구레 환초에서 시작하여, 북서태평양에서 북태평양을 따라 해산, 환초 등으로 이루어진 태평양의 광대한 해저 지역을 말한다. 이 해저 산열은 80개의 식별 가능한 해저 화산을 포함하며, 알류산 해구부터 북서태평양의 로이히 해산까지 5800km 이상 뻗어 있고, 35km 남동쪽에는 하와이섬이 있다. 하와이 제도는 하와이-엠페러 해저 산열 중에서 해수면 위에 존재한다.
이 해저 산열은 가장 오래된 곳은 8100만년 전에 형성되었고, 이를 디트로이트 해산이라 부른다. 그러나, 디트로이트 해산 북쪽에 위치한 메이지 해산이 좀 더 오래되었다고 생각된다.
1954년에 해양학자 로버트 싱클레어 디츠가 역대 일본 천황(엠퍼러)의 시호를 해산들의 이름으로 사용하였다. 다만 모든 해산의 이름이 천황의 시호인 것은 아니다.
1963년, 지질학자 존 투소 윌리슨이 하와이-엠페러 해저 산열의 기원에 대해서, 태평양 판이 북서 방향으로 이동하면서 열점에서 화산 활동이 발생하며 화산섬과 해산을 생성했다는 가설을 내놓았다. 이 가설은 그러지 않으면 4700만년 전 태평양 판에 대한 북서부에서 북부로 이동 방향이 바뀐 설명할 수 없는 꼬임을 나타내주고, 그리고 이 꼬임은 지각에서 갑자기 방향이 바뀌었다고 보여 주는 지질 문양이 보인다. 하와이 제도에 대한 기원을 USGS 지도로 살피면 분명히 "선두"로 발생한 것을 볼 수 있다.
샤프와 클루게의 연구(2006년)에서는 약 50만년 전에 시작되었다고 주장한다. 또한, 태평양 판의 움직임의 변화에 대해 "전통적인" 원인으로 인한 변경을 주장했다.
그러나, 2003년 연구에서는 열점 자체가 이동한 것으로 보인다. 일부 고대 용암에서 나온 자철석이 고대 자기장의 방향과 그대로 보존되어 있어, 이는 고지자기학에 의해 일반적인 열점보다 더욱 복잡한 열점의 역사를 보여준다. 플룸 구조론에 따라 열점이 지난 80만 년 간 고정되어 있을 경우, 자철광은 고대 자기장에 의해 위도마다 계속 방향이 바뀌어야 하나 이는 하와이 열점이 현재와 같은 위도에서 냉각되었다는 것을 의미한다. 이 해저 산열은 고위도(古緯度)에서 북에서 남으로 내려갈수록 나이가 작아진다. 이 해저 산열의 고위도(古緯度) 데이터에 따르면, 지구 맨틀의 열점이 이동했다고 보아야 한다. 이 해저 산열의 흐르는 고체 맨틀보다는 판의 움직임의 변화의 순환 패턴에 의해 발생되었다는 증거가 있다.

## 같이 보기
- 하와이-엠페러 해저 산열에 존재하는 해산 목록
- 메이지 해산
- 디트로이트 해산
- 태평양-쿨라 능선
- 뉴잉글랜드 해저 산열
- 코디악-보위 해저 산열
- 하와이 화산의 진화
- 판 구조론
- 지각 평형설
- 해구

## 추가 자료
- Tarduno, John A.; et al. (2003). “The Emperor Seamounts: Southward Motion of the Hawaiian Hotspot Plume in Earth's Mantle”. 《Science》 301 (5636): 1064–1069. Bibcode:2003Sci...301.1064T. doi:10.1126/science.1086442. PMID 12881572.
- Tarduno, John A.; et al. (2009). “The Bent Hawaiian-Emperor Hotspot Track: Inheriting the Mantle Wind”. 《Science》 324: 50–53. Bibcode:2009Sci...324...50T. doi:10.1126/science.1161256.
- Sharp, Warren D.; Clague, David A. (2006). “50-Ma initiation of Hawaiian-Emperor bend records major change in Pacific Plate motion”. 《Science》 313 (5791): 1281–1284. Bibcode:2006Sci...313.1281S. doi:10.1126/science.1128489. PMID 16946069.
- Wilson, J. Tuzo (1963). “A possible origin of the Hawaiian Islands” (PDF). 《Canadian Journal of Physics》 41: 863–870. Bibcode:1963CaJPh..41..863W. doi:10.1139/p63-094.
- Ken Rubin, "The Formation of the Hawaiian Islands"
- USGS, "The long trail of the Hawaiian hotspot" 보관됨 2006-02-09 - 웨이백 머신
- National Geographic News: John Roach, "Hot Spot That Spawned Hawaii Was on the Move, Study Finds": August 14, 2003
- Evolution of Hawaiian Volcanoes from the USGS.
- The Formation of the Hawaiian Islands with tables and diagrams illustrating the progressive age of the volcanoes.
- Hot Spots and Mantle Plumes